# Rock and Roll Hall of Fame
Rock and Roll Hall of Fame je institucija čiji je vlasnik Rock and Roll Hall of Fame Foundation smještena u Clevelandu, Ohio, u SADu, gdje se smješten i muzej u obliku piramide. U muzeju se nalazi veliki broj glazbenih predmeta iz cijelog svijeta.
U Rock and Roll Hall of Fame se biraju rock glazbenici i rock sastavi za koje se smatra da su imali veliki utjecaj na glazbu unutar rock-žanra diljem svijeta. Uvjet da bi se pjevač ili grupa primili je da je prvi album kojeg su objavili star najmanje 25 godina. Prvi put ceremonija je obavljena 1986. godine. Posljednjih godina normalno je postalo birati 5 glazbenika ili sastava međutim ranijih godina birano ih je više.
Kada je Rock and Roll Hall of Fame slavio 25. obljetnicu osnutka izabrani su: Ozzy Osbourne, Mick Jagger, Bruce Springsteen, Metallica, U2 i mnogi drugi. 
Rock and Roll Hall of Fame dugo je vremena bio američki ili čak i anglosaksonski fenomen. Dugo vremena su svi izabrani glazbenici i sastavi bili iz zemalja engleskog govornog područja. Prvi sastav koji je bio izabran a nije dolazio iz engleskogovorne zemlje bio je sastav ABBA, 2010. godine. Samo glazbenici i sastavi iz sedam zemalja su reprezentirani u Rock and Roll Hall of Fame i to su: 
- SAD: 128 pjevača/sastava
- Ujedinjeno Kraljevstvo: 30 pjevača/sastava
- Kanada: 4 pjevača/sastava
- Jamajka: 2 pjevača/sastava
- Irska: 1 pjevač/sastav
- Australija: 1 pjevač/sastav
- Švedska: 1 pjevač/sastav

## Izabrani glazbenici i sastavi u Rock and Roll Hall of Fame

### 2012.
- Red Hot Chili Peppers
- Guns N' Roses
- Beastie Boys
- Donovan
- The Small Faces

### 2011.
- Alice Cooper
- Darlene Love
- Dr. John
- Neil Diamond
- Tom Waits

### 2010.
- ABBA
- Genesis
- Jimmy Cliff
- The Hollies
- The Stooges

### 2009.
- Metallica
- Jeff Beck
- Bobby Womack
- Run-D.M.C.
- Little Anthony & the Imperials

### 2008.
- The Dave Clark Five
- Leonard Cohen
- John Mellencamp
- The Ventures
- Madonna

### 2007.
- Grandmaster Flash and the Furious Five
- R.E.M.
- The Ronettes
- Patti Smith
- Van Halen

### 2006.
- Black Sabbath
- Blondie
- Miles Davis
- Lynyrd Skynyrd
- Sex Pistols

### 2005.
- U2
- The Pretenders
- The O'Jays
- Percy Sledge
- Buddy Guy

### 2004.
- Jackson Browne
- The Dells
- George Harrison
- Prince
- Bob Seger
- Traffic
- ZZ Top

### 2003.
- AC/DC
- The Clash
- Elvis Costello and the Attractions
- The Police
- The Righteous Brothers

### 2002.
- Isaac Hayes
- Brenda Lee
- Tom Petty
- Gene Pitney
- Ramones
- Talking Heads

### 2001.
- Aerosmith
- Solomon Burke
- The Flamingos
- Michael Jackson
- Queen
- Paul Simon
- Steely Dan
- Ritchie Valens

### 2000.
- Eric Clapton
- Earth, Wind & Fire
- The Lovin' Spoonful
- The Moonglows
- Bonnie Raitt
- James Taylor
- Billie Holiday

### 1999.
- Billy Joel
- Curtis Mayfield
- Paul McCartney
- Del Shannon
- Dusty Springfield
- Bruce Springsteen
- The Staple Singers

### 1998.
- The Eagles
- Fleetwood Mac
- The Mamas & the Papas
- Lloyd Price
- Santana
- Gene Vincent

### 1997.
- The (Young) Rascals
- The Bee Gees
- Buffalo Springfield
- Crosby, Stills & Nash
- The Jackson Five
- Joni Mitchell
- Parliament - Funkadelic

### 1996.
- David Bowie
- Gladys Knight and the Pips
- Jefferson Airplane
- Little Willie John
- Pink Floyd
- The Shirelles
- The Velvet Underground

### 1995.
- The Allman Brothers Band
- Al Green
- Janis Joplin
- Led Zeppelin
- Martha and the Vandellas
- Neil Young
- Frank Zappa

### 1994.
- The Animals
- The Band
- Duane Eddy
- The Grateful Dead
- Elton John
- John Lennon
- Bob Marley
- Rod Stewart

### 1993.
- Ruth Brown
- Cream
- Creedence Clearwater Revival
- The Doors
- Frankie Lymon & the Teenagers
- Etta James
- Van Morrison
- Sly and the Family Stone

### 1992.
- Bobby "Blue" Bland
- Booker T. and the MG's
- Johnny Cash
- The Isley Brothers
- The Jimi Hendrix Experience
- Sam & Dave
- The Yardbirds

### 1991.
- LaVern Baker
- The Byrds
- John Lee Hooker
- The Impressions
- Wilson Pickett
- Jimmy Reed
- Ike & Tina Turner

### 1990.
- Hank Ballard
- Bobby Darin
- The Four Seasons
- The Four Tops
- The Kinks
- The Platters
- Simon & Garfunkel
- The Who
- Charlie Christian

### 1989.
- Dion DiMucci
- Otis Redding
- The Rolling Stones
- The Temptations
- Stevie Wonder

### 1988.
- The Beach Boys
- The Beatles
- The Drifters
- Bob Dylan
- The Supremes

### 1987.
- The Coasters
- Eddie Cochran
- Bo Diddley
- Aretha Franklin
- Marvin Gaye
- Bill Haley
- B.B. King
- Clyde McPhatter
- Ricky Nelson
- Roy Orbison
- Carl Perkins
- Smokey Robinson
- Big Joe Turner
- Muddy Waters
- Jackie Wilson

### 1986.
- Chuck Berry
- James Brown
- Ray Charles
- Sam Cooke
- Fats Domino
- The Everly Brothers
- Buddy Holly
- Jerry Lee Lewis
- Elvis Presley
- Little Richard

## Vanjske poveznice
- Rock + Roll Hall of Fame and Museum